# Trithemis aurora
Trithemis aurora is een echte libel (Anisoptera) uit de familie van de korenbouten (Libellulidae).
De soort staat op de Rode Lijst van de IUCN als niet bedreigd, beoordelingsjaar 2010.
De wetenschappelijke naam van de soort werd in 1839 als Libellula aurora gepubliceerd door Hermann Burmeister.

## Synoniemen
- Trithemis soror Brauer, 1868 (non Rambur, 1842)
- Trithemis adelpha Selys, 1878
- Trithemis fraterna Albarda, 1881
- Trithemis congener Kirby, 1890
- Crocothemis misrai Baijal & Agarwal, 1955